# 26400 Roshanpalli
26400 Roshanpalli è un asteroide della fascia principale. Scoperto nel 1999, presenta un'orbita caratterizzata da un semiasse maggiore pari a 2,2641072 UA e da un'eccentricità di 0,1451777, inclinata di 5,11800° rispetto all'eclittica.